# Пустяков, Александр Леонидович
Александр Леонидович Пустяков (7 декабря 1982 года, село Исменцы Звениговского района Марийской АССР) — финляндский лингвист российского происхождения. Специалист по марийскому языку, особенно по топонимике и ономастике. Преподаватель в  Хельсинкском университете.

## Биография
В 2000—2005 гг. учился на русско-марийском отделении историко-филологического факультета Марийского педагогического института; по завершении в 2005 г. поступил в докторантуру при Тартуском университете (Эстония).
В 2006—2007 гг. преподавал марийский язык для студентов финно-угорского отделения университета г. Тарту. Под научным руководством доцента Тыну Сейленталя и профессора А. Н. Куклина занимался исследованием топонимии Республики Марий Эл. Результаты исследования обобщил в диссертации на соискание степени доктора философии на тему «Названия исчезнувших селений Республики Марий Эл (структурно-семантический и историко-этимологический анализ)» и успешно защитил её в августе 2011 г. на заседании совета института эстонского и общего языкознания Тартуского университета. Диссертация представляет собой монографическое исследование ойконимии Республики Марий Эл в структурно-семантическом и историко-этимологическом аспектах.
После окончания докторантуры А. Л. Пустяков продолжает заниматься исследованием марийской ономастики.
С 2012 г. работал старшим научным сотрудником отдела языка МарНИИЯЛИ.
С 2013 г. работает исследователем на кафедре финно-угорской филологии Хельсинкского университета, специализируется по проблемам марийской ономастики.

## Основные труды
Пустяков, Александр [Леонидович]. Названия исчезнувших селений Республики Марий Эл : структурно-семантический и историко-этимологический анализ : диссертация … кандидат филологических наук : 10.02.02 / Пустяков Александр; [Место защиты: Тартуский университет ]. — Тарту, 2011. — 371 с

### Статьи
- Использование материалов топономастики на уроках марийского языка, литературы, истории и географии // Проблемы межъязыковых контактов и модернизации филологического образования в национальной школе: Материалы Междунар. науч.-практ. конф., посвящ. 75-летию МГПИ им. Н. К. Крупской и каф. мар. яз. и лит. гуманит. фак-та. — Йошкар-Ола, 2006. — С. 110—114.
- Марий Эл Республикын Звенигово районын йомшо ял лӱм-влакын семантика // XXII International Fenno-Ugrist Student Conference: XXII IFUSCO: тез. докл. Йошкар-Ола: МарГУ, 2006. — С. 86-87.
- Названия исчезнувших селений Звениговского района РМЭ (структурно-семантический анализ) // Проблемы марийской и финно-угорской филологии: Материалы II Всероссийской научно-практической конференции, посвященной памяти профессора Н. Т. Пенгитова. -Йошкар-Ола: Марийский государственный педагогический институт им. Н. К. Крупской, 2007. — С. 80-86.
- The gender aspect in the toponymy of the Mari El Republic // XXV Международная научная конференция студентов финно-угроведов IFUSCO. 14-16 мая 2009 года, г. Петрозаводск, Республика Карелия: материалы конференции. — Петрозаводск: Изд-во КГПУ, 2009. — С. 49-50.
- Reflection of Personal Names in Oikonyms of Mari El Republic // Trends in Toponymy 4: Abstracts. Edinburgh, 2010. — P. 28-29.
- Термины типов поселений в наименованиях селений Моркинского района Республики Марий Эл // Congressus XI Internationalis Fenno-Ugristarum, Piliscsaba, 9-14. VIII. 2010. Pars II. Summaria acroasium in sectionibus. — Piliscsaba, 2010. — С. 136—137.
- Марийские наименования исчезнувших селений Республики Марий Эл в ойконимической системе русского языка // Ономастика Поволжья: сборник материалов XII Международной научной конференции (Казань, 14-16 сентября 2010 г.). — Казань: Отечество, 2010. — С. 273—277.
- Ойконимия Республики Марий Эл в гендерном аспекте (структурно-семантические типы отантропонимных ойконимов) // LU. — 2010. — Vol.3. — С. 175—184.
- О структуре ойконимов в финно-угорских языках // Язык и литература в поликультурном пространстве. Материалы Международной научно-практической конференции «Язык и литература в поликультурном пространстве». Бирск: Бирск. гос. соц.-пед. акад., 2010. — Вып. 6. — С. 45-50.
- Ruumisuhete väljendamine mari oikonüümides // Ruum, koht ja kohanimed. Publications of Võro Institute 25. Võro, 2011.- P. 77-93.
- Термины типов поселений в наименованиях селений Моркинского района Республики Марий Эл // Congressus XI Internationalis Fenno-Ugristarum, Piliscsaba, 9-14. VIII. 2010. Pars V. Dissertationes sectionum et symposiorum ad linguisticam. — Piliscsaba, 2011. — С. 58-64.
- Пермский след в ойконимии Республики Марий Эл // Этнолингвистика. Ономастика. Этимология: Материалы II Межд. науч. конф., Екатеринбург, 8-10 сентября 2012 г.: в 2-х ч. — Екатеринбург: Изд-во Урал. ун-та, 2012. — Ч. 1. — С. 215—216.
- Структурно-семантические типы отантропонимных топонимов // Fenno-Ugrica 2: Проблемы финно-угроведения, этнокультурных и межъязыковых контактов. Труды института финно-угроведения, вып. VI, посвященный 80-летию д-ра филол. наук, проф. Исанбаева Николая Исанбаевича. — Йошкар-Ола: Издательский дом «Сельские вести», 2012. — С. 159—169.
- К 100-летию со дня рождения Эркки Итконена // Финно-угроведение. — 2013. — № 2. — С. 101—105.
- Топонимия луговых и восточных мари: сравнительный анализ // Финно-угорские языки и культуры в социо-культурном ландшафте России. Материалы V Всероссийской конференции финно-угроведов. Петрозаводск, 25-28 июня 2014 г. — Петрозаводск: Карельский научный центр РАН, 2014. — С. 49-52.
- Топонимы с компонентом шVр в Ветлужско-Вятском междуречье // Ономастика Поволжья: материалы XIV Международной научной конференции (Тверь, 10-12 сентября 2014 г.). — Тверь, 2014. — С. 95-98.
- К проблеме разграничения марийских и пермских топонимов в Ветлужско-Вятском междуречье // Вопросы ономастики. −2014. — № 2. — С. 7-34.
- О некоторых проблемах создания морфоанализатора марийского языка // Этническая культура и молодежь: Материалы III Респ. науч.-практической конф. «Йыван Кырла лудмаш» (Марисола, 28 марта 2013 года). — Йошкар-Ола, 2015. — С. 212—219.
- Revisiting the Permian substrate in the Vetluga-Vyatka interfluve // Congressus Duodecimus Internationalis Fenno-Ugristarum, Oulu: Book of Abstracts. University of Oulu, 2015. — P. 140—141.
- К вопросу о пермских топонимах в Ветлужско-Вятском междуречье // Этнолингвистика. Ономастика. Этимология: материалы III Междунар. науч. конф. Екатеринбург, 7-11 сентября 2015 г. — Екатеринбург: Изд-во Урал. ун-та, 2015. — С. 221—223.